# Улица Георга Отса
Улица Гео́рга О́тса (эст. Georg Otsa tänav) — улица в Таллине, столице Эстонии.

## География
Находится в микрорайоне Сюдалинн. Проходит от Пярнуского шоссе (как продолжение улицы Вана-Пости) до бульвара Эстония. Протяжённость — 178 метров.

## История
Своё название получила 14 октября 1977 года в честь эстонского и советского певца, народного артиста СССР Георга Отса (1920—1975). До этого была участком улицы Суур-Карья.

## Застройка

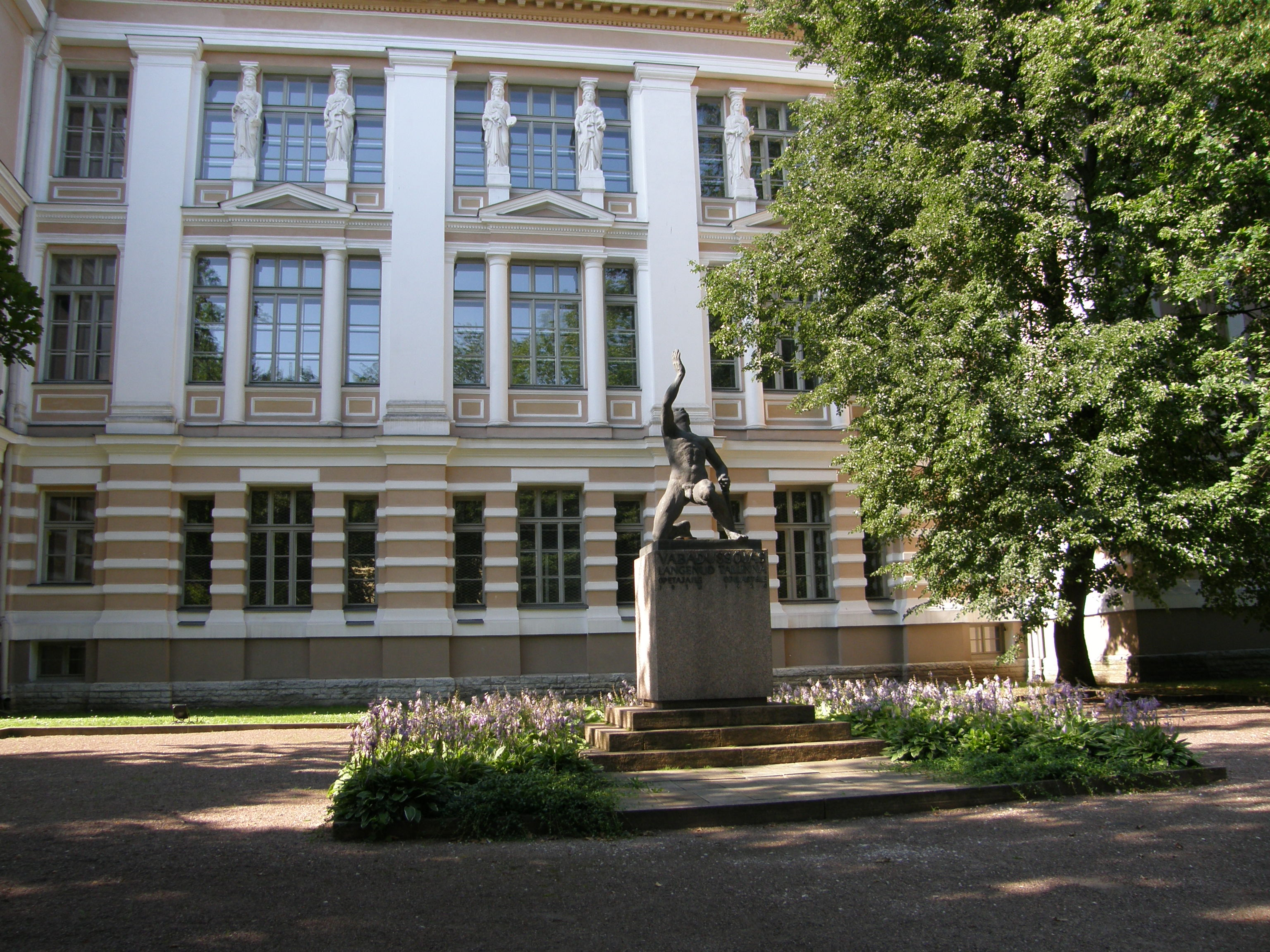
Памятник учителям и ученикам, павшим в Овободительной войне 1918—1920 гг.

На улицу выходят фасады следующих зданий:
- Эстонский драматический театр
- Национальная опера «Эстония»
- Таллинская реальная школа

На улице, перед Таллинской реальной школой, установлен памятник учителям и ученикам, павшим в Эстонской освободительной войне 1918—1920 годов (скульптор Ф. Саннамеес, 1927, снесён в 1940 году, воссоздан в 1999 году).